# Hypochaeridinae
Hypochaeridinae es una subtribu de la tribu Cichorieae de plantas con flores perteneciente a la familia Asteraceae, subfamilia Cichorioideae.

## Taxonomía
El núcleo de la subtribu Hypochaeridinae es la alianza Hypochaeris-Leontodon-Picris. La relación ha sido bien resuelta en una serie de estudios moleculares.

## Distribución
El género tipo de la subtribu, Hypochaeris, tiene una distribución disyunta de 15 especies en el Mediterráneo y Europa, una especie en Asia y 40-50 especies en América del Sur, ha colonizado América del Sur, aparentemente a través de la dispersión a larga distancia desde el oeste del Mediterráneo

## Géneros
- Hedypnois
- Helminthotheca
- Hypochaeris
- Leontodon
- Picris
- ¿Prenanthes?
- Robertia
- Scorzoneroides
- Urospermum[5]